# Число Ірібарена
У гідродинаміці, Ірібарена число або Ірібарена параметр (також знаний як параметр прибою або параметр руйнування хвилі ) це безрозмірний параметр, що використовується для моделювання деяких ефектів (руйнування хвилі) у поверхневих гравітаційних хвилях що розкочуються об берег або берегові споруди. Цей параметр був названий на честь іспанського інженера Рамона Ірібарена Каванильяс(1900—1967), який ввів його, щоб описати виникнення розбиванні хвилі на похилих пляжах.
Наприклад, число Ірібарена використовується для опису руйнуючогося типу хвилі на пляжах; або хвилі яка набігає і відкочується від берега пляжу, хвилерізів або дамб.

## Визначення
Ірібарена число — зазвичай позначають як Ir або ξ — визначається як:
{\displaystyle \xi ={\frac {\tan \alpha }{\sqrt {H/L_{0}}}},}   де
{\displaystyle L_{0}={\frac {g}{2\pi }}\,T^{2},}
тут ξ це Іребарена число, α це кут нахилу дна, H це висота хвилі, L0 довжина хвилі на глибоководді (без урахування відбиття хвиль від дна) , T це період хвилювання і g це прискорення вільного падіння. Залежно від застосування, використовуються різні визначення Н і Т, наприклад: для регулярного хвилювання, це висота хвилі H0 на глибокій воді або висота руйнуючоїся хвилі Hb виміряна по краю зони зламу. Або, для нерегулярного хвилювання, це характеристична висота хвилі Hs в певному місці. 

## Види руйнуючоїся хвилі

Breaker types.

Тип руйнуючоїся хвилі — розлиття, пірнання, колапсування або нахлинання — залежить від величини числа Ірібарена. Згідно з Батьес (1974), для періодичного хвильювання, що поширюються на поверхні пляжу, два можливих варіанти для числа Ірібарена є:
{\displaystyle \xi _{0}={\frac {\tan \alpha }{\sqrt {H_{0}/L_{0}}}}}   або
{\displaystyle \xi _{b}={\frac {\tan \alpha }{\sqrt {H_{b}/L_{0}}}},}
де H0 висота хвилі на глибокій воді, та Hb висота руйнуючоїся хвилі виміряна по краю зони зламу. (там де хвиля починає зриватися і зламувати профіль). Then the breaker types dependence on the Iribarren number (either ξ0 or ξb) is approximately:
| Тип руйнування              | ξ0–діапазон    | ξb–діапазон    |
| --------------------------- | -------------- | -------------- |
| нахлинання або колапсування | ξ0 > 3.3       | ξb > 2.0       |
| пірнання                    | 0.5 < ξ0 < 3.3 | 0.4 < ξb < 2.0 |
| розлиття                    | ξ0 < 0.5       | ξb < 0.4       |

### Виноски
1. ↑  Ramón Iribarren Cavanilles (1900-1967), padre de la Ingeniería Marítima. Ingeniería en la Red. 21 лютого 2012. Процитовано 26 серпня 2016.